# U-508
U-508 — большая океанская немецкая подводная лодка типа IX-C, времён Второй мировой войны.
Заказ на постройку лодки был отдан судостроительной компании «Дойче Верке» в Гамбурге 20 октября 1939 года. Лодка была заложена 24 сентября 1940 года под строительным номером 304, спущена на воду 30 июля 1941 года, 20 октября 1941 года под командованием капитан-лейтенанта Георга Штаатса вошла в состав учебной 4-й флотилии. 1 июля 1942 года вошла в состав 10-й флотилии.
Лодка совершила 6 боевых походов, в которых потопила 14 судов (74 087 брт). 12 ноября 1943 года потоплена в Бискайском заливе, к северу от испанского мыса Ортегаль в районе с координатами 46.00N, 07.30W глубинными бомбами с американского самолёта типа «Либерейтор». Все 57 членов экипажа погибли.